# Benjamin Woodward
Pour les articles homonymes, voir Woodward.
Benjamin Woodward (16 novembre 1816 - 15 mai 1861) est un architecte irlandais qui, en partenariat avec Thomas Newenham Deane, conçoit un certain nombre de bâtiments à Dublin, Cork et Oxford.

## Biographie

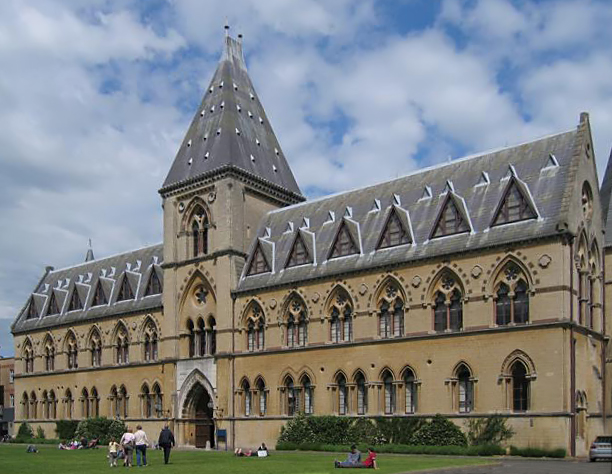
Musée d'histoire naturelle de l'Université d'Oxford, construit entre 1854 et 1860

Woodward est né à Tullamore, Comté d'Offaly, en Irlande. Il suit une formation d'ingénieur mais développe un intérêt pour l'architecture médiévale, produisant des dessins mesurés de l'abbaye de Holy Cross dans le Comté de Tipperary. Ces dessins sont exposés au RIBA de Londres en 1846.
La même année, il rejoint le bureau de Thomas Deane et devient associé en 1851 avec le fils de Deane, Thomas Newenham Deane. Il semble que Deane se soit occupé des questions commerciales et ait laissé le travail de conception à Woodward.

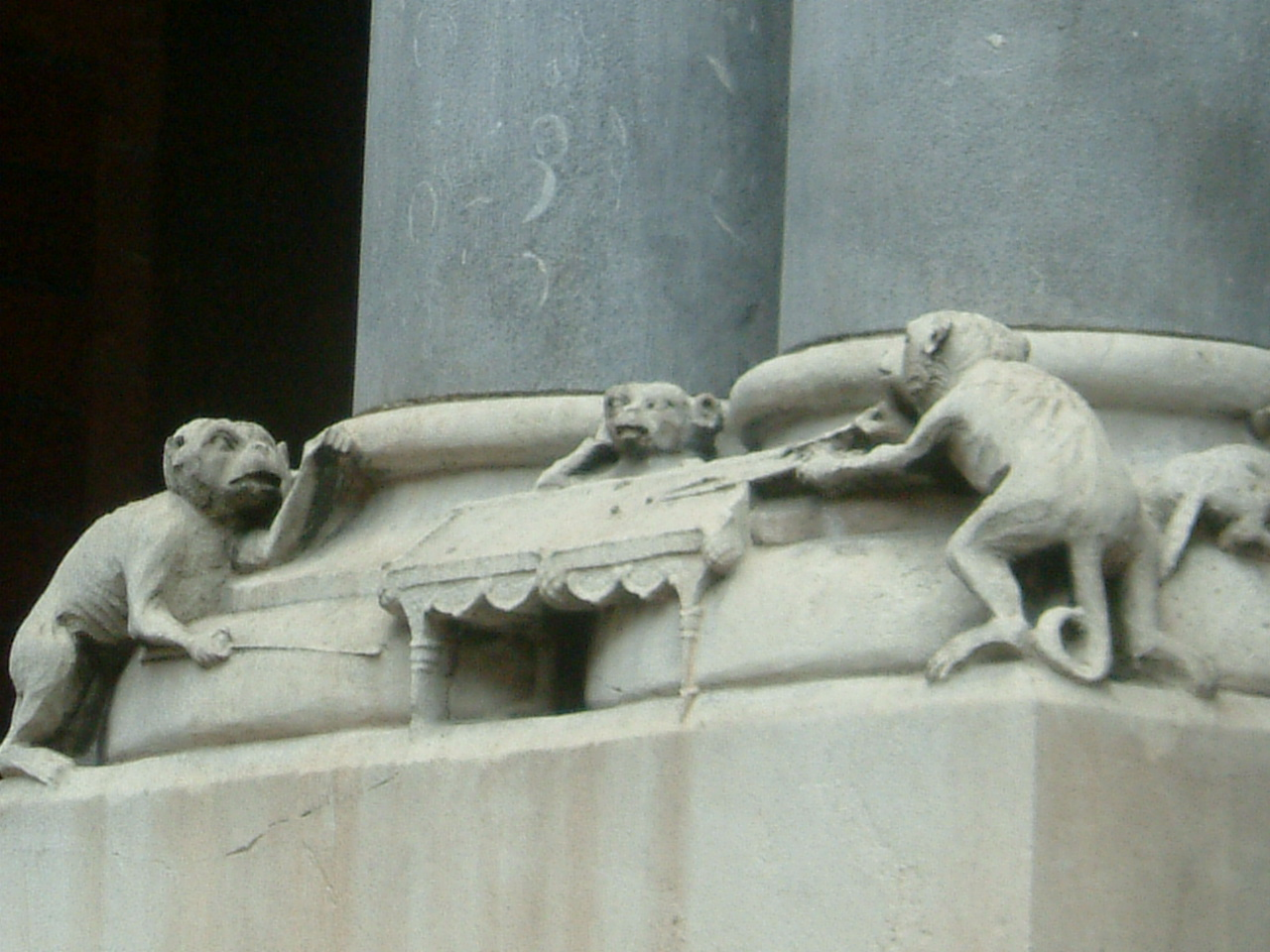
Les singes qui jouent au billard au Kildare Street Club

Les deux bâtiments les plus importants de Woodward sont le Museum de Trinity College, Dublin (1854-1857) et le Musée d'histoire naturelle de l'université d'Oxford, (1854-1860). Il est également responsable du Kildare Street Club à Dublin (1858-1861) et du Queen's College Cork, aujourd'hui University College Cork, (1845-1849).
Le travail de Deane et Woodward se caractérise par une décoration naturaliste avec des feuillages et des animaux sculptés dans des chapiteaux et des plinthes autour des fenêtres et des portes. Il est vanté par John Ruskin en particulier lors de sa visite au musée du Trinity College de Dublin. Woodward collabore avec les frères O'Shea. James et John O'Shea sont des sculpteurs sur pierre du comté de Cork. Avec des sculpteurs londoniens, ils sculptent l'abondante pierre décorative de Trinity, montrant des hiboux, des lézards, des chats et des singes, ainsi que d'autres espèces de la flore et de la faune . Plus tard, les O'Sheas sculptent la pierre au Kildare Street Club, notamment la célèbre pièce de fenêtre montrant les membres du club comme des singes jouant au billard. Certaines histoires racontent que les O'Sheas ont eu des ennuis et ont peut-être même été limogés pour avoir sculpté des chats ou des singes au musée de l'université d'Oxford.

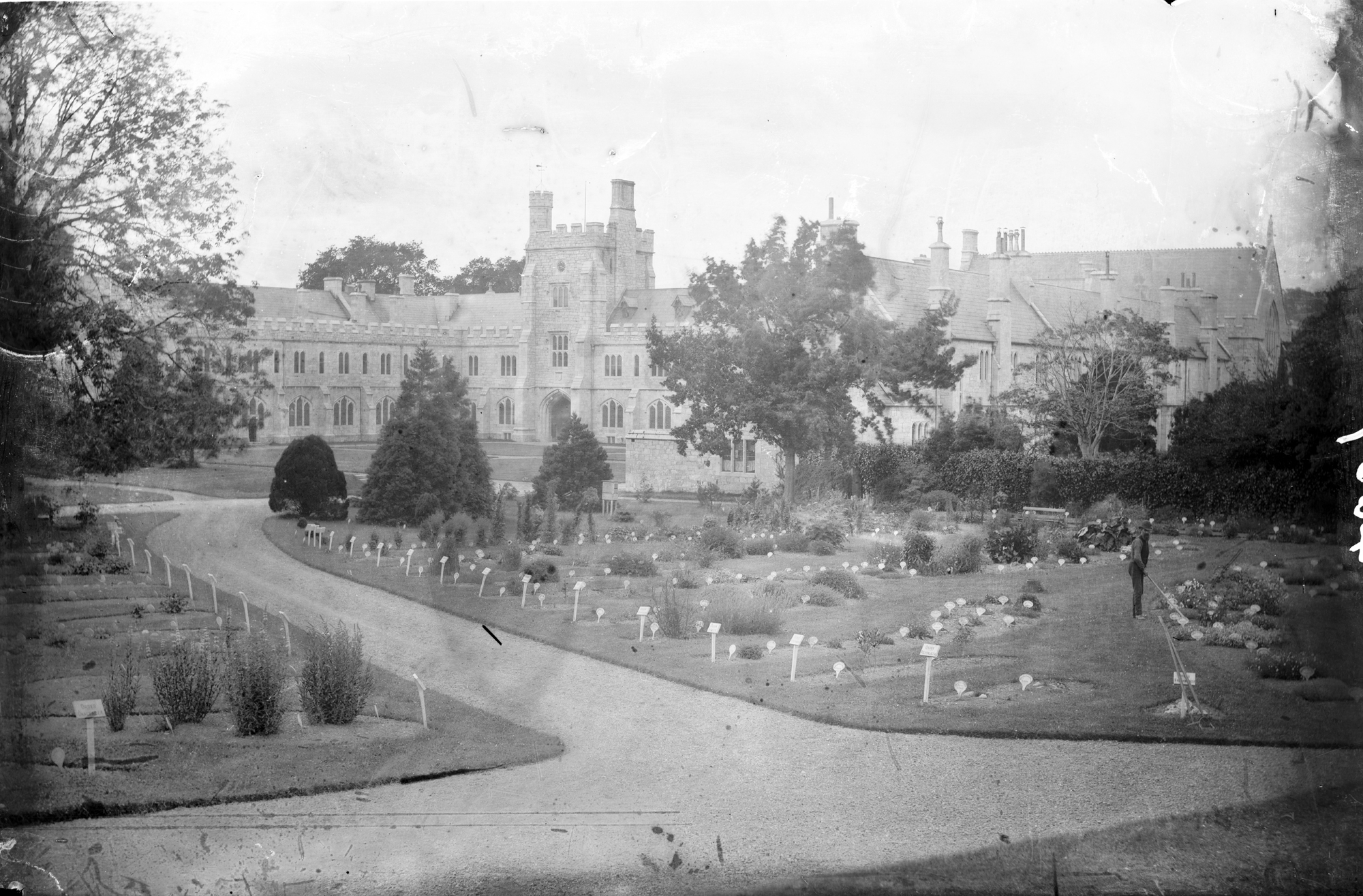
Queen's College Cork, maintenant University College Cork